# Municipio de Nockamixon
El municipio de Nockamixon (en inglés: Nockamixon Township) es un municipio ubicado en el condado de Bucks en el estado estadounidense de Pensilvania. En el año 2000 tenía una población de 3.517 habitantes y una densidad poblacional de 61.2 personas por km².

## Geografía
El municipio de Nockamixon se encuentra ubicado en las coordenadas 40°29′30″N 75°10′59″O / 40.49167, -75.18306.

## Demografía
Según la Oficina del Censo en 2000 los ingresos medios por hogar en la localidad eran de $60,231 y los ingresos medios por familia eran $66,250. Los hombres tenían unos ingresos medios de $45,511 frente a los $32,446 para las mujeres. La renta per cápita para la localidad era de $26,145. Alrededor del 4,0% de la población estaban por debajo del umbral de pobreza.